# Schochen
Schochen – szczyt w Alpach Algawskich, części Alp Bawarskich. Leży w Niemczech, w Bawarii, przy granicy z Austrią, między Lachenkopf i Seekopf.